# Salmo 133

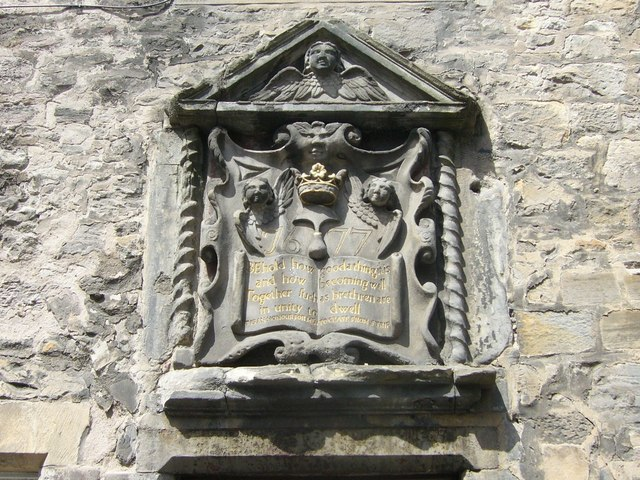
Incisione con il primo versetto del salmo in inglese.

Il salmo 133 (132 secondo la numerazione greca) costituisce il centotrentatreesimo capitolo del Libro dei salmi.
Fa parte dei cantici delle ascensioni.